# Graafschap Londen

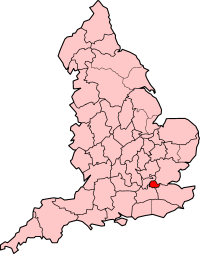
Locatie Graafschap Londen (1890)

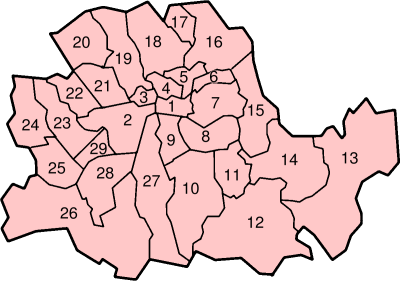
Boroughs van graafschap Londen, de nummers corresponderen met de lijst links

Het graafschap Londen (County of London) is een voormalig graafschap in Engeland dat de kleine City of London en een aantal omringende voorsteden omvatte. De oppervlakte was 303,12 vierkante kilometer en er woonden 3.200.484 mensen (stand 1961). Het graafschap ontstond in 1889 en is opgeheven in 1965. In dat jaar ontstond het nieuwe graafschap Groot-Londen. Behalve het graafschap Londen werd ook vrijwel het gehele graafschap Middlesex aan Groot-Londen toegevoegd, alsmede delen van Surrey, Kent, Essex en Hertfordshire. Het tegenwoordige Inner London komt overeen met het voormalige graafschap.
Het graafschap Londen was naast de stadskern verdeeld in 28 metropolitan boroughs (stedelijke districten). De City of London zelf had niet de status van stedelijk district maar was een bijzonder district. In 1965, bij de opheffing van het graafschap, is het aantal boroughs teruggebracht naar 12.
Het graafschap Londen bestond, naast de City of London (1), uit de volgende boroughs:
( met '->' is de borough aangeduid waarmee deze in 1965 is samengevoegd) 
- 2 Westminster  -> Westminster
- 3 Holborn  -> Camden
- 4 Finsbury  -> Islington
- 5 Shoreditch  -> Hackney
- 6 Bethnal Green  -> Tower Hamlets
- 7 Stepney -> Tower Hamlets
- 8 Bermondsey  -> Soutwark
- 9 Southwark   -> Soutwark
- 10 Camberwell  -> Southwark
- 11 Deptford  -> Lewisham
- 12 Lewisham  -> Lewisham
- 13 Woolwich  -> Greenwich
- 14 Greenwich  -> Greenwich
- 15 Poplar  -> Tower Hamlets
- 16 Hackney  -> Hackney
- 17 Stoke Newington  -> Hackney
- 18 Islington  -> Islington
- 19 St Pancras  -> Camden
- 20 Hampstead  -> Camden
- 21 Marylebone  -> Westminster
- 22 Paddington  -> Westminster
- 23 Kensington  -> Kensington and Chelsea
- 24 Hammersmith  -> Hammersmith and Fulham
- 25 Fulham  -> Hammersmith and Fulham
- 26 Wandsworth  -> Wandworth
- 27 Lambeth (borough)  -> Lambeth
- 28 Battersea  -> Wandsworth
- 29 Chelsea  -> Kensington and Chelsea